# 淮南子
《淮南子》原名《鴻烈》，又稱作《淮南鴻烈》、《淮南內篇》、《淮南王書》、《劉安子》:170，作者為西漢淮南王劉安及其幕下的士人，成書於西元前139年以前，書名「鴻烈」，意思是大而明亮:119。《淮南子》成於眾手，內容廣博，對政治、哲理、天文、地理、自然、養生、軍事都有所論述，融合先秦諸子的思想，而以道家老莊為主，採納儒家和陰陽家的觀點，修正先秦道家的無為政治理論，發揮天人感應之說，是漢初各派學術思想的總匯，被視為諸子百家中黃老的代表著作。此書運用辭賦的筆法，文字浪漫詭奇，站在諸侯王的立場，反對漢朝大一統和中央集權的政策；書中所述自然論和宇宙生成論理性清晰，為後人信服，對後世道教和理學都有所影響。《淮南子》在東漢，有許慎和高誘二家注釋，明代收錄於《正統道藏》，20世紀有英文和日文的全譯本，以及法文和德文的節譯本，是中國思想史和文化史上的重要典籍。

## 成書
漢高祖的孙子淮南王劉安胸懷大志，喜好讀書治學:258，招集賓客和方士數千人，包括蘇飛、李尚、左吳、田由、雷被、毛被、伍被、晉昌八人，以及號稱「大山」和「小山」的儒生，著書立說:136，此舉可能受呂不韋編纂《呂氏春秋》的啟發，模倣《呂氏春秋》的規模編書:73。劉安希望融合各家之說，為漢制法:168-169，論述帝王之道:666，他制訂全書大綱，幕下賓客分別執筆，自己加以修訂:200，並寫下全書最後一篇〈要略〉:62。前139年，劉安第一次朝見漢武帝，獻上此書，期望武帝施行書中的政治理論:76，緩和大一統和中央集權的政策。武帝喜愛此書，加以秘藏:74。西漢末年，劉向校訂宮中藏書，稱此書為《淮南子》，列為「黃老」著作。東漢學者許慎和高誘都注解《淮南子》，後來二家注文相混，注釋殘本流傳於宋代以後:200-201。除了《淮南子》外，劉安及其賓客也著成《淮南外》33篇，以及講論仙術和鍊金術的「中篇」8卷，但只有《淮南子》流傳後世:136。

## 內容結構
《淮南子》共有21篇：1.〈原道〉、2.〈俶真〉、3.〈天文〉、4,〈地形〉、5.〈時則〉、6.〈覽冥〉、7.〈精神〉、8.〈本經〉、9.〈主術〉、10.〈繆稱〉、11.〈齊俗〉、12.〈道應〉、13.〈氾論〉、14.〈詮言〉、15.〈兵略〉、16.〈說山〉、17.〈說林〉、18.〈人間〉、19.〈脩務〉、20.〈泰族〉、21.〈要略〉:目錄。21篇可分三部份：一．基本原理，包括第1-8篇；二．應用和說明，包括第9-20篇；三．後記、總結及綱要，即第21篇〈要略〉:200。這一篇也是作者的「自序」，說明全書及各篇大旨:138。
《淮南子》內容根據道家宇宙生成論:75、《道德經》「道生一，一生二，二生三，三生萬物」的理論加以組織。開首〈原道〉探討什麼是「道」，接著〈俶真〉闡述道生的「一」，接著〈天文〉和〈地形〉兩篇闡釋由「一」生的「二」，即天與地；為了說明天地運行的具體狀態，則有〈時則〉:126。第6篇〈覽冥〉和第7篇〈精神〉，闡述天地大自然和人類世界的聯繫，即天人感應說；第8篇〈本經〉論述人類世界的根本原理；第9篇〈主術〉論述統治者或帝王的統治技術；之後11篇，論述人類社會，即《道德經》所謂由「三」而生的萬物，如〈齊俗〉闡述風土、歷史各有不同的人類生活中的相同之處，有關人類社會中特殊性和普遍性的問題:127。有學者指出，《淮南子》結構上以老莊思想開其端，為全書主流，卻以儒家思想竟其尾。第19篇〈脩務〉站在儒家立場，反擊道家思想；第20篇〈泰族〉是全書的總結，跟之前篇章不同的是，〈泰族〉以儒家思想為主，所謂「道德」不是道家虛無虛靜的「道德」，而是仁義道德:151-152。
《淮南子》內容極為廣泛，包括上古神話、當代朝政、古代軼聞、天文學、地誌學及哲學，綜合諸子百家，引述古書多達800處:199，往往重新組織了先秦諸子的文句，闡明自己的新觀點:67。〈道應〉繼承了《韓非子·解老》和〈喻老〉兩篇的手法，以歷史故事驗証《道德經》:76；〈說山〉、〈說林〉兩篇，收錄當時流行的格言嘉話，有箴言集的特色:169。書中部份言詞流露了劉安等人面臨迫害和誣陷，所發的抗辯和幽怨。全書各篇作者各有所好，下筆前眾人見解不求統一:259，風格雖前後一致，貫穿全書，內容上卻有許多不連續之處，前後迥異，上下分歧:199。例如〈本經〉一篇讉責現實政治，否定儒家教化，〈覽冥〉則曲意奉承漢武帝的統治:23；對於「學」的評價，前後也是完全相反，一方面批評儒家的學問，另一方面又反對老莊不著重知識:97-98。

## 學術思想

### 雜家特色
《淮南子》被視為諸子百家中黃老的著作，在《漢書．藝文志》和《隋書．經籍志》都著錄於雜家:128，與呂不韋《呂氏春秋》合為雜家最重要的兩部著作:361，書中許多文句亦取自《呂氏春秋》:73。《淮南子》網羅諸子百家的思想，道家色彩最濃厚:75，書中體現黃老之學:138，以道家的「道」為根本思想，強調道家的「因循」思想，以儒家的仁義為本，以法家的治術為末，把儒家、法家等學派的思想納入道家的體系，創造漢朝的政治指導理論:127-128《淮南子》以道家思想為基礎，而雜以百家之說，使其思想內容更靈活而實用:62。
《淮南子》明白先秦道家理論有欠實用，儒家的道德教化有不切實際之處，故在漢朝的法家體制上，容納道家自然和儒家利民的思想，為朝廷策劃統治思想，抗拒中央集權:6。書中發揮了老莊「天」、「無為」、「無形」」、「一」、「自得」等概念:63，「太一」和「一」，意思都與「道」相近:129-130，多處引証《老子》與《莊子》，是以老莊思想為中心而折衷先秦各家學說:125，政治問題多取自《老子》，而人生問題則多本於《莊子》，〈精神〉、〈本經〉、〈齊俗〉都以莊子思想為主:88，〈原道〉和〈俶真〉則分別以《老子》和《莊子》為基礎:21。整體而言，《莊子》所佔份量大於《老子》，發揮特多，現存《莊子》33篇，當中30篇都為《淮南子》所借用:89、171，總共101條:38，當中〈俶真〉一篇有15%句子及33%內容來自《莊子》:157:63。〈原道〉一篇所論「無為」，部份與黃老道家「黃帝四經」中的〈道原〉篇相同:159。此外書中主張學術思想上不應獨尊一家，曲筆批評漢武帝獨尊儒術的政策，又非議《詩經》和《春秋》並非「王道」之書，而是衰世時所造，曲筆批評尊崇《春秋》學的董仲舒:166-167。不過，也有學者認為《淮南子》成書時漢武帝尚未獨尊儒術，《淮南子》以黃老思想為本，其實合乎和貼近當時中央政府的思想主流:34-38。
《淮南子》綜合儒、道二家，大量引用儒家經籍，發揮六經的微言大義:169、83，當中引用《詩經》最多，達29次。書中的儒家思想，主要根據子思、孟子一系，〈脩務〉篇亦有取於《荀子》:94-95；〈繆稱〉則和儒家子思思想相近:124，〈氾論〉重視民生，觀點亦與儒家相似:27；〈泰族〉特別強調禮樂教化和學問的重要性，推崇六經的地位，以六經代替道家之道:96、166、159。全書引用《老子》60多處，引用《易經》亦有10處，折衷調和《老子》和《易經》的宇宙生成論:131。有些篇章沿用《道德經》之說，貶低仁義，有些篇章則讚揚仁義禮智，議論有如儒家孟子:264、266。有學者指出，《淮南子》綜合黃老道家與陰陽五行的思想，主要觀念之一是天人感應說:200，繼承了陰陽家的感應論，認為同類事物互相感應，是自然法則:148、150。〈天文〉和〈時則〉兩篇都本於陰陽家:124。《淮南子》也採納當時的醫學理論，把五臟比配五行、五方、五色，並以人體構造比擬天文現象:137-138。此外，《淮南子》受墨家影響，反對三年之喪，提倡節儉薄葬:102；〈主術〉外表上傾向法家，大量採用法家的概念和比喻，但亦包含道家和儒家思想:5；〈齊俗〉和〈脩務〉則都有農家言論:124。

### 自然論
《淮南子》認為「有生於無」，最初天地未分，陰陽二氣尚未分化，只有混沌的「氣」，稱為「道」，也稱「太一」，後來氣發生分化，分為陰陽二氣，陽氣輕清，上浮為天，陰氣重濁，下沉為地:140-141:129。陽氣熱而生火，火之精形成太陽，陰氣寒而生水，水之精形成月亮。天體和氣候的變化，都源自陰陽二氣的運動。天地間陰陽二氣反覆交替運行，形成一年四季的變化:142-143。萬物都是陰陽配合、剛柔相成而生出的。萬物之所以千差萬別，在於陰陽二氣具有多種不同的性質:152、142。《淮南子》有些地方認為，道就是遍佈天地宇宙的氣，秉持「氣一元論」:134。宇宙論方面，《淮南子》以蓋天說為基礎，認為天圓地方，天空像車蓋一樣覆蓋四方的大地；崑崙山在天地中央，對應天樞北極星:133、136。書中相信「分野說」，天上二十八宿的星氣，分別支配著地上各國；而地氣和人民的性別、體質、氣質和智能都有關:135。《淮南子》秉承陰陽家的感應論，認為同類事物互相感應，是自然法則；人類身上的精氣，與自然界的精氣相同，天人之間和人類互相都能感應，聖人的精氣充足，更能感動宇宙間的精氣；而生物與它所處的自然環境，也有感應關係:148-151。

### 治世與處世
《淮南子》教誡君王，議論朝廷，探討完美政治社會秩序之道，認為完美秩序源自完美統治者「真人」:199。書中對「無為」作出了新解解釋:146，〈修務〉和〈泰族〉認為先秦道家的無為是消極的，提出無私心、合理的人為，才是真正的無為:127。無為不是無所作為，而是遵循事物的客觀條件和規律，不違背自然的趨勢；違反自然趨勢和客觀規律，專憑主觀意見任意行事，就是「有為」:147-148。《淮南子》也繼承法家的「無為」思想，主張「主逸而臣勞」，統治者自己無為，卻集合眾人的智慧和力量，以致大有作為:165，實現「無為而無不為」的政治理想:143。但《淮南子》反對法家的高壓專制，取代以道家的自然:63，認為法律的制訂，是為求大眾的利益，也限制人君的活動，不使人君高出法律之外，有現代法治的意義:141。真人要統治天下，必須「安民」，要安民必須「省事」，愛惜民力和節儉；要省事統治者必須節欲，這就是政治上的無為。這種省事、節欲的主張，是對當時漢朝中央政府和漢武帝的曲筆批評；無為論也是削弱君主中央集權的理論根據:163-165。政治上《淮南子》主張君主多方包容及融和，有助長治久安:112。〈齊俗〉借用《莊子．齊物論》的言詞，強調各地禮俗有相等價值，無有長短，主張天下制度和習俗不須一致，應放任各地自由生息，古人今人、漢人異族風俗各異，禮儀不同，但其都各有用處，各地人民各適其適，便可以安居樂業。若有君主強求劃一，反而有害生機:262-264。〈齊俗〉強調各地禮俗不同，各有其價值，不必統一，也是曲筆反抗中央集權思想，支持諸侯王的自由地位:91-93。
《淮南子》認為世間禍福、利害、得失、成敗，雖然相反，卻常互相轉化，事情的發展，往往就是對立面互相轉化的過程:156、158。書中讉責當世之人風俗敗壞，歪曲禮義，言行虛偽，沽名釣譽，互相利用，以致親友反目，禮義失去真正意義:261。書中反對虛偽的禮教，認為禮樂應內外如一，隨時隨俗，因應人性適時改制:157-158。有些篇章批評世人忽略了道，自上古的安康和諧，退化到周代的衰世，從自然純樸而墮落，制訂禮樂，背離了人的本性:21-23。也有篇章認為社會有所進步，贊同文明的發展、智識的累積和教化，讚揚古代聖人對文明的貢獻，漢室合天下為一家，使五帝之道得以恢復:25、30、23。人的本性天真純樸，可說是無善無惡，生活環境對人性有重要影響，觀點與墨子、告子相似，而有異於孟子與荀子:160。〈脩務〉一篇特別強調後天環境和磨練的作用，能夠後天學習，是人類區別於動物之處，後天的教養，既是磨練，也是對前人經驗的承繼:161-162。但也有些篇章認為求學是無益的，這反映了書中雜有儒家和道家兩派的不同思想:266。

### 養生論
《淮南子》認為，人和萬物一樣，都是由陰陽二氣構成的，陽氣形成人的精神，陰氣形成人的肉體，過世後精氣升天，肉體歸地。人由精神和肉體構成，精神是一種「精氣」，可以出入人體；精神外出，人就會變得昏庸:142、152。書中認為精神比形體重要，強調養神，精神不應流蕩於外，應留在身體之內，就如人住在房子，人心中虛靜，精神就留在體內:153-154。人性本是平靜的，無為無欲，但受外物影響和吸引，會產生好惡和偏見，以致人不能體道:109-111。《淮南子》主張人要「貴身」、「保真」，「清靜恬愉」:138、157，守以虛靜，嗜欲和情感都不要過度，情欲不和就會生病:134。

## 文學特色
《淮南子》受《莊子》一書影響，辭彙奇詭，文字繁縟:90、83，採用辭賦的寫作手法，盡量鋪陳，好用奇文異字，多處押韻，如〈原道〉對「道」的描述，作羅列式的鋪陳，運用了辭賦的文學手法；亦有部份散文段落圓潤深厚:84、106。
有研究顯示，《淮南子》是一本可供人口頭朗誦的表演文本。書中跟聲音有關的詩歌形式不但有助朗誦表演，更能讓讀者直觀感悟書中哲學思想而不落言筌。而且，這些詩歌形式更讓讀者通過朗讀而實踐、內化書中所述之大道。因此，《淮南子》對中國哲學的一大貢獻在於它將「知道」、「傳道」和「行道」三者合而為一。

## 地位
《淮南子》可說是先秦漢初各派思想的總匯，以道家思想為主，集漢代道家思想的大成:124-125。學術思想史上，《淮南子》是重要文獻，通過此書，可以了解漢初思想比較完整的面目:169；結構上次第井然，是當時破天荒之體裁，遠勝於《呂氏春秋》，組織上可與司馬遷《史記》相比:361。有學者批評，《淮南子》缺乏原創性:276，其天人感應論陷入「唯心主義」:151，其道家的無為政治理論則是「虛無或空談」:271。但亦有學者讚揚，《淮南子》是偉大而浪漫的文學作品:89，極富思想性，能超越思想派別的紛爭，創造新的哲理體系:4-5，使道家思想薪火相傳，態度理性，傾向自然主義，間接為東漢的王充作準備:276。書中以「氣」的概念說明萬物構成的原因，傾向唯物主義，天地沒有意識、意志或道德，純粹按其性質而運動，與同時代董仲舒的目的論截然不同，為後世的「唯物主義者」所繼承，是思想史上一大貢獻:141-143。書中宇宙生成論相當理性，成為後世許多思想家及理學家的普遍信念:278，也影響後世道教的宇宙論，而其調和《老子》和《易經》的宇宙生成論，影響後世等同《易經》的「太極」和《老子》的「道」:137、132，對四季形成的解釋，亦成為後世通行的說法:144。有學者指出，書中部份篇章合乎儒家思想，沒有受陰陽五行之說扭曲，比董仲舒或清代漢學家都更為純正和務實:167。後來有人以《淮南子》內容為基礎，編寫《文子》一書:61。

## 版本
《淮南子》在北宋時已有多個刊刻本，其中一部流傳至20世紀:329-330，一度藏於大連圖書館，1945年為蘇聯軍隊奪去:440，其影抄本輾轉收入了《四部叢刊》。現存最佳版本是1445年《正統道藏》本，這個版本分為28卷而不是21卷，內容與北宋本一樣，只是把第1-5、8和13篇分為上下卷。此後明代《淮南子》有15個以上的刊本，全部都源出自道藏本，如弘治年間的王浦本、嘉靖年間的王鎣本和萬曆年間的朱東光本，俱以道藏本為底本，28卷；萬曆年間的一些刊本則回復舊貌，分為21卷，如毛一桂本和茅坤本:202。在晚清以前，茅坤本相當流行:345。清代《淮南子》有兩個重要版本，嘉慶年間的《道藏輯要》本直接以道藏本為底本。1789年的莊逵吉本則未能直接運用道藏本，錯字較多，稍後1875年經陶方琦等學者修訂後，一度成為《淮南子》最流行的版本:202-203。20世紀劉文典著有《淮南鴻烈集解》，曾被視為最完備的校本:126；張雙棣編撰《淮南子校釋》，增訂本在2013年出版。

## 翻譯
《淮南子》有多個日譯本，《漢文大系》（1915年）、《漢籍國字解全書》（1917年）、《國譯漢文大成》（1921年）、《漢文叢刊》（1928年）、《中國古典新書》（1972年）、《中國古典文學大系》（1974年）、《新釋漢文大系》（分三冊，1979、1982、1988年），都收錄了《淮南子》日譯本:204。英語方面，全譯本有一個，節譯本則有5個：第11篇〈齊俗〉、第7篇〈主術〉、第6篇〈覽冥〉、第3篇〈天文〉、第4篇〈地形〉、第5篇〈時則〉，第15篇〈兵略〉。法語方面，節譯本有兩個：第7篇〈精神〉、第1篇〈原道〉、第7篇〈精神〉、第11篇〈齊俗〉、第13篇〈氾論〉、第18篇〈人間〉；德語方面，節譯本有1個：第1篇〈原道〉、第2篇〈俶真〉:204、550-551。

## 延伸閱讀
- 劉安. . 許匡一 譯注. 台北: 台灣古籍出版有限公司. 2005  [2015-04-06]. （原始内容存档于2021-04-08） （中文（繁體））.
- 何志華、朱國藩 (编). . 香港: 中文大學出版社. 2005  [2015-04-06]. ISBN 9629962594. （原始内容存档于2021-04-08） （中文（繁體））.
- 陳平坤. . 《國立臺灣大學哲學論評》. 2006, 10: 167–222  [2015-03-20]. （原始内容存档于2021-02-03） （中文（繁體））.
- 柯馬丁：〈《淮南子》的成書與奏書：論《要略》篇之為賦[永久]〉。
- 白光華：〈我對《淮南子》的一些看法 （页面存档备份，存于）〉。
- 池田知久：〈从《史记》、《汉书》看《淮南子》的成书年代 （页面存档备份，存于）〉。
- 池田知久：〈睡虎地《语书》与《淮南子·齐俗》篇——围绕着“风俗”的中央集权和地方分权” （页面存档备份，存于）〉。
- Peter Tsung Kei Wong (王棕琦), "The Soundscape of the Huainanzi 淮南子: Poetry, Performance, Philosophy, and Praxis in Early China." Early China 45 (2022): 1-25.

[在维基数据编辑]
 在维基文库阅读本作品原文（ 在维基共享资源阅览影像）
 《淮南子 (四部叢刊本)》
 《淮南鴻烈解 (四庫全書本)》
 《欽定古今圖書集成·理學彙編·經籍典·淮南子部》，出自陈梦雷《古今圖書集成》